# Crassispira tasconium
Crassispira tasconium é uma espécie de gastrópode do gênero Crassispira, pertencente à família Pseudomelatomidae.